# 比扎罗内
比扎罗内（義大利語：Bizzarone），是意大利科莫省的一个市镇。总面积2.74平方公里，人口1543人，人口密度563.1人/平方公里（2009年）。ISTAT代码为013024。